# عدم تنسج الكرية الحمراء النقي
عدم تنسج الكرية الحمراء النقي أو عدم تنسج الكرية الحمراء الصرف أو عدم تنسج الكرية الحمراء الخالص (بالإنجليزية: Pure red cell aplasia)‏ ويُعرف اختصارًا باسم PRCA، وأيضًا يُسمى نقص الأرومات الحمر أو قلة الأرومات الحمر (بالإنجليزية: Erythroblastopenia)‏، هو أحد أنواع فقر الدم والذي يؤثر على سلائف كريات الدم الحمراء ولكن لا يؤثر على خلايا الدم البيضاء، ففي هذه الحالة يتوقف نخاع العظام عن إنتاج كريات الدم الحمراء، وتوجد مجموعة متنوعة من الأسباب المؤدية إلى عدم تنسج الكرية الحمراء النقي. وُصفت هذه الحالة لأول مرة عام 1922 على يد بول كازلينسون.

## العلامات والأعراض
تتضمن العلامات والأعراض ما يلي:
- شحوب
- سرعة في معدل ضربات القلب
- قلة النشاط

## الأسباب
من أسباب عدم تنسج الكرية الحمراء النقي:
- مرض مناعي ذاتي.
- ورم الغدة الزعترية.[4]
- عدوى فيروسية، مثل فيروس العوز المناعي البشري، فيروس الهربس البسيط، فيروس صغير ب19 (المرض الخامس),[5] أو التهاب كبدي.[بحاجة لمصدر]
- اضطرابات تكاثرية لمفية. ارتباط عدم تنسج الكرية الحمراء النقي مع ابيضاض دم الخلية اللمفية الحبيبية الضخمة مشهور جدًا، وخاصةً في الصين.[6]
- مجهول السبب. العديد من أسباب عدم تنسج الكرية الحمراء النقي تكون مجهولة، وبالتالي لا يكون هناك سبب واضح ظاهر.[7]
- أدوية مثل حمض الميكوفينوليك[8] أو إريثروبويتين.[9][بحاجة لمصدر]
- عيب خلقي. مُصطلح "عدم تنسج الكرية الحمراء النقي الوراثي" يعود إلى فقر دم دياموند-بلاكفان.[10]

## العلاج
يُعتبر عدم تنسج الكرية الحمراء النقي من أمراض المناعة الذاتية، وبالتالي فهي تستجيب للعلاج الكابت اللمناعة مثل السيكلوسبورين في العديد من المرضى، ولكن هذا الأسلوب لا يخلو من المخاطر.
أظهر المرض استجابة علاجية مع ريتوكسيماب وتاكروليمس.[بحاجة لمصدر]